# Comme des Garçons
Comme des Garçons, também conhecida pelo acrônimo CDG, é uma marca de moda japonesa fundada e dirigida pela estilista Rei Kawakubo. A marca iniciou suas atividades em 1969, mas a empresa só foi fundada em 1973. A principal loja da Comme des Garçons fica em Aoyama, um dos bairros mais nobres de Tóquio.
A Comme des Garçons também é proprietária da Dover Street Market, uma multimarcas de varejo de luxo, com lojas em Nova York, Tóquio, Singapura, Pequim e Los Angeles. Além da moda, a CDG também comercializa itens de perfumaria e joalheria.
As principais coleções da Comme des Garçons são desfiladas na  Paris Fashion Week e na Paris Men's Fashion Week. Em 2017, a empresa e suas afiliadas movimentaram "mais de $280 milhões por ano".

## História

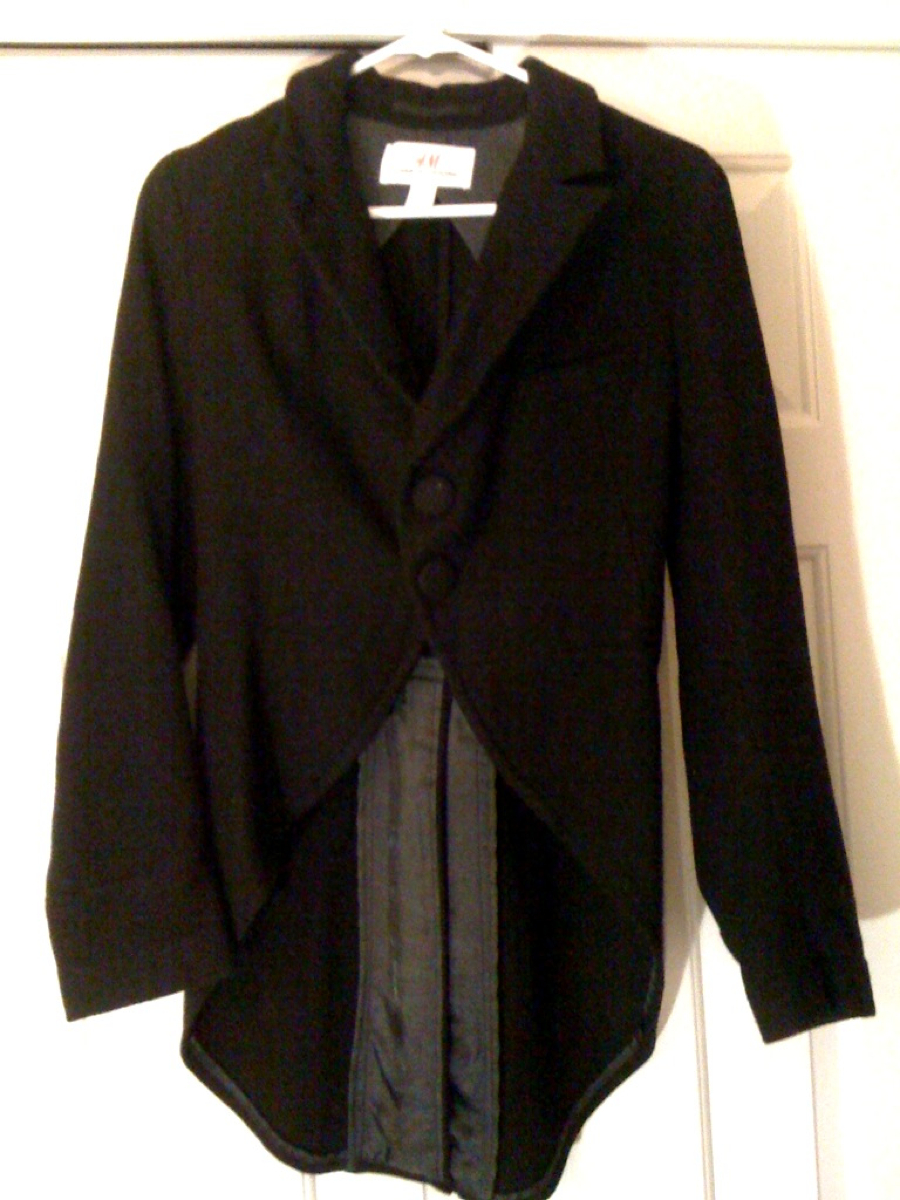
Smoking da Comme des Garçons para coleção em parceria com a sueca H&M, 2009

A marca foi fundada em 1969 pela estilista Rei Kawakubo, na cidade de Tóquio. O nome da marca foi inspirado na canção " Tous les garçons et les filles" (Todos os meninos e meninas, em tradução livre), de Françoise Hardy, especialmente no trecho Comme les garçons et les filles de mon âge (Como meninos e meninas da minha idade). A marca fez sucesso no Japão na década de 1970 e uma linha de peças masculinas foi acrescentada ao portfólio em 1978. Em 1981, a Comme des Garçons fez o seu debut show (show de estreia nas passarelas) em Paris. O uso intenso de preto por Kawakubo, bem como tecidos desgastados e costuras inacabadas não foi apreciado pelos críticos franceses.
Ao longo dos anos 80, suas criações eram frequentemente associados ao movimento punk, não sendo apreciado pelos críticos e especialistas de moda até a década de 1990. Em 2004, a empresa dividiu os seus negócios entre alta costura na França e prêt-à-porter no Japão, Espanha e Turquia. A linha de produtos Play (ou CDG Play) passou a ser amplamente produzida no Japão, Espanha e Turquia, mas alguns de seus produtos continuaram sendo feito à mão na França.

## Moda
Ao longo dos anos, a Comme des Garçons tem se associado frequentemente à artes e projetos culturais de relevância internacional
A Comme des Garçons também criou coleções colaborativas com outras empresas ao longo dos anos, como com a dinamarquesa Hammerthor  e a sueca H&M .

## Exposições
Como parte de sua cultura em aproximar a moda arte, após sua estreia em Paris, a Comme des Garçons exibiu fotos do fotógrafo alemão Peter Lindbergh no Centre Georges Pompidou, em 1986. Em 1990, realizou uma exposição de escultura e, em 2005, uma exposição voltada à publicidade e design gráfico em Shinjuku, Tóquio.
Em agosto de 2010, inaugurou uma loja de seis andares e 1.800m² em Seul, capital da Coreia do Sul, com um espaço de exposição de artes da marca, o primeiro fora do Japão.
Em maio de 2017, o Metropolitan Museum of Art de Nova York realizou uma exposição de moda com o tema Rei Kawakubo / Comme des Garçons Art of the In-Between .

## Comme Des Garçons Play
Play é a linha de luxo casual da empresa. Possui um logotipo em forma de coração com dois olhos. Voltada para o público jovem e urbano, é a linha mais vendida da empresa.
A linha Play colaborou com marcas como Nike, Jordan e Louis Vuitton na criação de vários produtos como tênis e camisetas. Em Paris, lançou em 2018 um sneaker masculino em colaboração com a marca brasileira Melissa  .

## Lojas

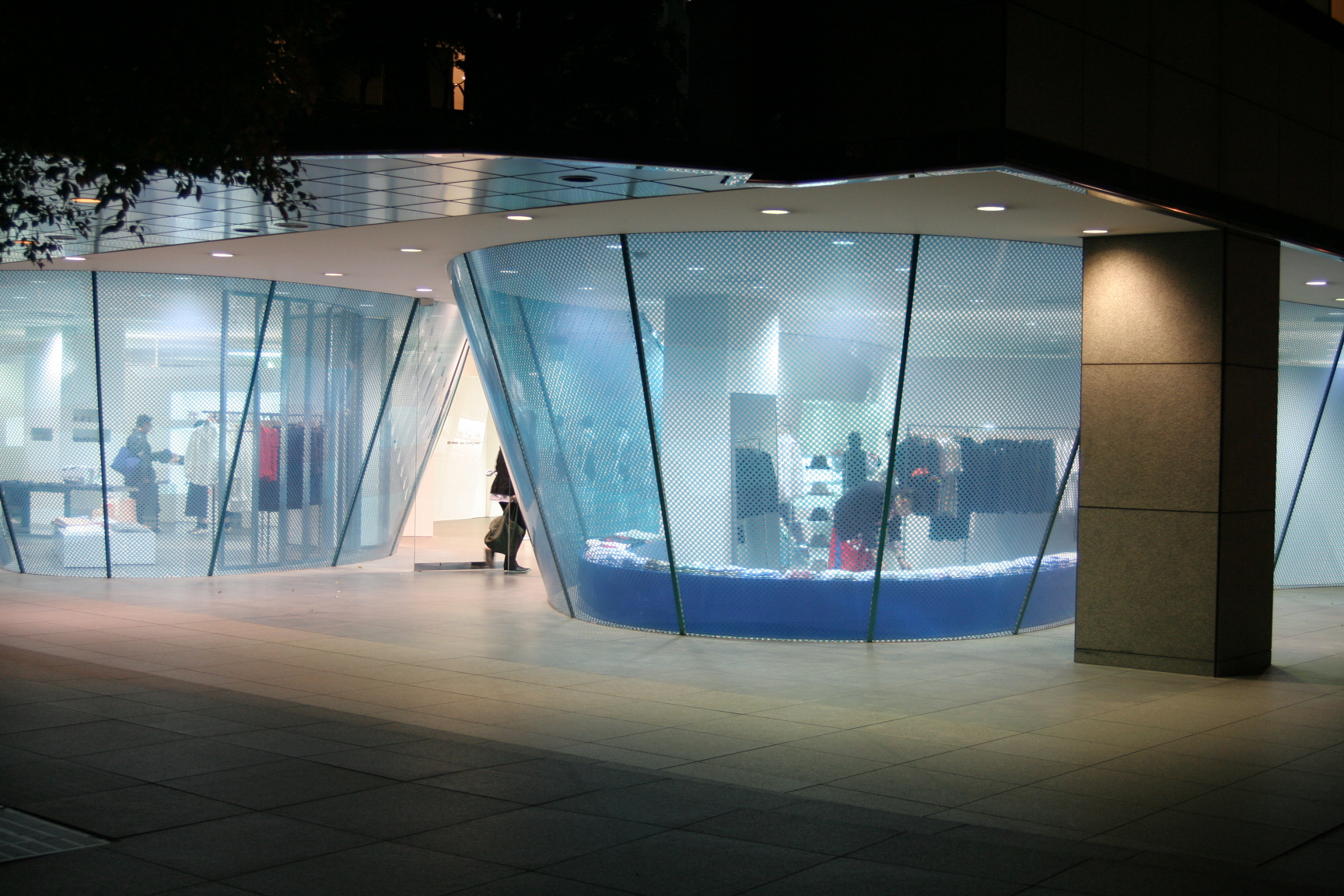
Loja em Ayoama, bairro nobre de Tóquio

As boutiques da Comme des Garçons estão localizadas em cidades como Londres, Paris, Nova York, Pequim, Hong Kong,  Seul, São Petersburgo, Tóquio, Kyoto, Osaka e Fukuoka. A empresa também revende sob licença seus produtos em lojas de departamento selecionadas, como na japonesa Isetan.
Além das tradicionais boutiques, desde 2004 a Comme des Garçons inaugura lojas temporárias (pop-up stores) conhecida como Guerrilla Store. A primeira loja dessa modalidade surgiu em Berlim, com o objetivo de funcionar por apenas um ano . As Guerrillas Stores ficam longe dos centros de moda internacionais. Após a loja de Berlim, foram inauguradas outras lojas em Reykjavik (Islândia), Varsóvia (Polônia), Helsinque (Finlândia), Singapura, Estocolmo (Suécia), e Atenas (Grécia), dentre outras. Em 2007, uma Guerrilla Store foi inaugurada em Beirute, no Líbano, e em 2008, no centro de Los Angeles, a primeira nos Estados Unidos  e em Glasgow (Escócia).
Em 2004 foi inaugurada em Londres a Dover Street Market, varejista multimarcas de luxo.